# Summers Melville Jack

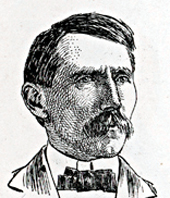
Summers Melville Jack

Summers Melville Jack (* 18. Juli 1852 in Summerville, Jefferson County, Pennsylvania; † 16. September 1945 in Indiana, Pennsylvania) war ein US-amerikanischer Politiker. Zwischen 1899 und 1903 vertrat er den Bundesstaat Pennsylvania im US-Repräsentantenhaus.

## Werdegang
Summers Jack besuchte sowohl öffentliche als auch private Schulen seiner Heimat. Danach absolvierte er die Indiana Normal School. Die folgenden sechs Jahre unterrichtete er als Lehrer. Nach einem Jurastudium und seiner 1879 erfolgten Zulassung als Rechtsanwalt begann er in der Stadt Indiana in diesem Beruf zu arbeiten. Zwischen 1884 und 1890 fungierte er als Bezirksstaatsanwalt im dortigen Indiana County. Er war ab 1886 für mehr als 40 Jahre Kurator der Indiana Normal School. Außerdem schlug er als Mitglied der Republikanischen Partei eine politische Laufbahn ein.
Bei den Kongresswahlen des Jahres 1898 wurde Jack im 21. Wahlbezirk von Pennsylvania in das US-Repräsentantenhaus in Washington, D.C. gewählt, wo er am 4. März 1899 die Nachfolge von Edward Everett Robbins antrat. Nach einer Wiederwahl konnte er bis zum 3. März 1903 zwei Legislaturperioden im Kongress absolvieren. Im Jahr 1901 gehörte er einer Kongressdelegation an, die die Philippinen bereiste, um die Möglichkeit des Aufbaus einer Zivilverwaltung zu erkunden. 1902 verzichtete er auf eine weitere Kandidatur.
Nach dem Ende seiner Zeit im US-Repräsentantenhaus praktizierte Summers Jack wieder als Anwalt. Im Juni 1908 nahm er als Delegierter an der Republican National Convention in Chicago teil, auf der William Howard Taft als Präsidentschaftskandidat nominiert wurde. Er starb am 16. September 1945 im Alter von 93 Jahren in Indiana, wo er auch beigesetzt wurde.